# Sophie Magdalene von Brandenburg-Kulmbach

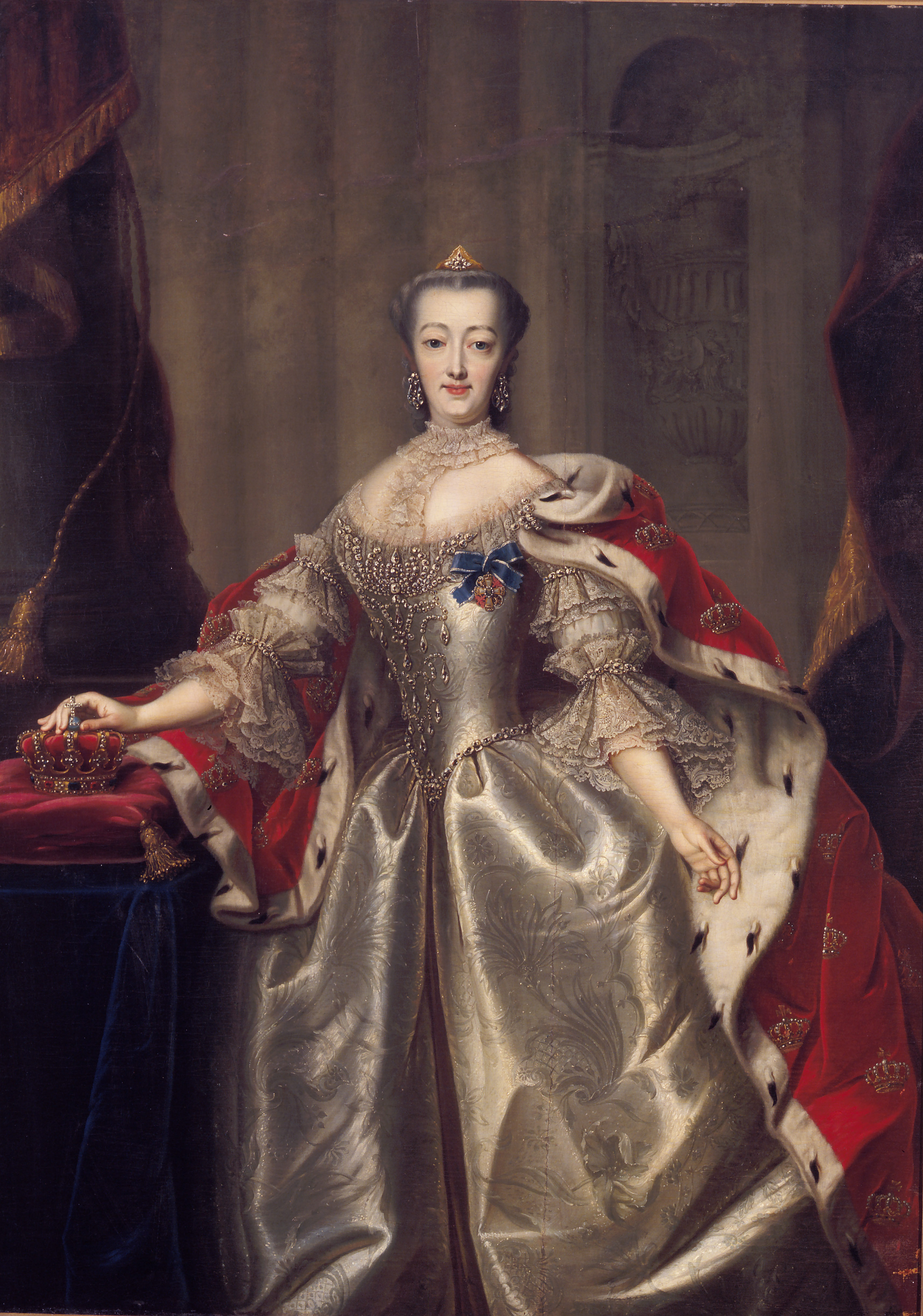
Sophie Magdalene von Brandenburg-Kulmbach, Königin von Dänemark

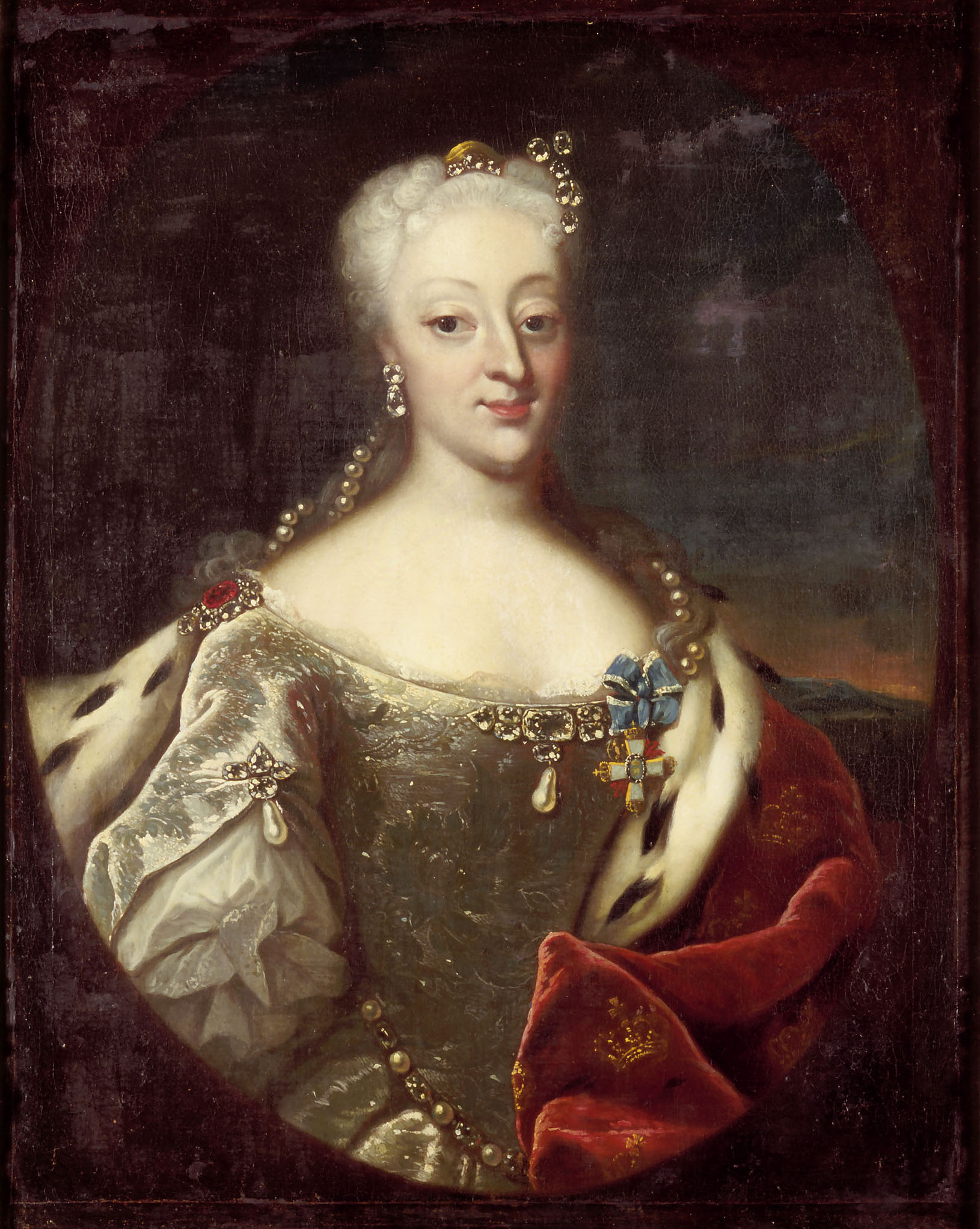
Königin Sophie Magdalene, Porträt von Johann Salomon du Wahl

Sophie Magdalene von Brandenburg-Kulmbach (* 28. November 1700 in Schönberg bei Lauf; † 27. Mai 1770 auf Schloss Christiansborg in Kopenhagen) war eine hohenzollernsche Prinzessin und von 1730 bis 1746 Königin von Dänemark.

## Leben
Sophie Magdalene entstammte einer Nebenlinie des Kulmbach-Bayreuther Zweigs der jüngeren fränkischen Linie der Hohenzollern. Sie war eine Tochter von Christian Heinrich von Brandenburg-Kulmbach (1661–1708) und seiner Frau Gräfin Sophie Christiane von Wolfstein (1667–1737). Über ihre Mutter war die Prinzessin mit Zinzendorf verwandt und wurde streng pietistisch erzogen.
1718 wurde Sophie Magdalene von ihrer finanziell schlecht gestellten, verwitweten Mutter an den Hof der sächsischen Kurfürstin und polnischen Titularkönigin Christiane Eberhardine in Torgau und Pretzsch geschickt. Anlässlich einer Durchreise kam im Juli 1721 der Kronprinz Christian von Dänemark und Norwegen nach Pretzsch, um Christiane Eberhardine seine Aufwartung zu machen. Dabei lernte Christian die Prinzessin kennen und verliebte sich sofort in sie. Nachdem sein Vater König Friedrich IV. wie auch Sophie Magdalenes Mutter die Genehmigung zur Hochzeit erteilt hatten und die Hochzeitsmodalitäten ausgehandelt waren, fand diese am 7. August 1721 im Pretzscher Schloss statt. Christiane Eberhardine richtete großzügigerweise nicht nur die neun Tage währende Feier aus, sondern spendete auch die Aussteuer für die Braut.
Nachdem Christian 1730 die Nachfolge seines Vaters Friedrich IV. als dänischer König antrat, wurde am 6. Juni 1731 auch Sophie Magdalene in der Kirche von Schloss Frederiksborg zur dänischen Königin gekrönt. Aus Anlass ihrer glücklichen Ehe stiftete die Königin 1732 den Ordre de l’union parfaite, der nach ihrem Tod aber nicht mehr verliehen wurde.
Die Königin war in Dänemark sehr unbeliebt, wurde als stolz, hochmütig und verschwenderisch beschrieben und beherrschte ihren Mann angeblich fast vollständig. Deutsch wurde Hofsprache und deutsche Kultur gefördert. Sie lernte niemals Dänisch und bemerkte einmal, dass ihr der dänische Jargon Sodbrennen verursache. Ihren Sohn, der sich für dänische Sprache und Kultur begeisterte, nannte sie verächtlich den dänischen Prinzen. Sophie Magdalene zog sich mit ihrem Gatten in tiefe Religiosität zurück, beide hingen sich dem strengen Pietismus an und verschlossen sich vor dem Hof und der Öffentlichkeit.
Für Sophie Magdalene wurde eine neue Krone gefertigt, weil sie die der verhassten Anna Sophie, der zweite, morganatischen Ehefrau ihres Schwiegervaters, nicht tragen wollte. Die außerordentliche Prachtliebe seiner Gemahlin ermunterte Christian VI. zum Bau der Schlösser Christiansborg, Friedrichsruh, Hirschholm und Sophienberg. Letzteres Schloss bei Rungsted ist nach Sophie Magdalene benannt. Auf öffentliche Angelegenheiten hatte Sophie Magdalene erheblichen Einfluss, der auch während der Regierung ihres Sohnes anhielt. So war sie verantwortlich für die Absetzung des Hofmarschalls Adam Gottlob von Moltke.
Nach dem Tod ihrer Tochter Louise vermittelte sie ihrem Schwiegersohn, den sie ebenfalls stark beeinflusste, die Ehe mit ihrer Nichte Christiane Sophie Charlotte. Überhaupt hatte sie ein sehr enges Verhältnis zu ihrer Familie, sie holte später ihre Mutter und ihre Schwester Sophie Karoline von Ostfriesland nach Dänemark. Die Freigiebigkeit der Königin ihrer Familie gegenüber belastete die dänische Staatskasse zusätzlich. Ihre Witwenzeit verbrachte die Königin vornehmlich auf Schloss Hirschholm. Sie wurde im Dom zu Roskilde bestattet. Nach ihr ist der Sophien-Magdalenen-Koog benannt.

## Nachkommen
Aus ihrer Ehe hatte Sophie Magdalene drei Kinder:
- Friedrich V. (1723–1766), König von Dänemark

⚭ 1. 1743 Prinzessin Louise von Großbritannien, Irland und Hannover (1724–1751)
⚭ 2. 1752 Prinzessin Juliane von Braunschweig-Wolfenbüttel (1729–1796)
- Louise (*/† 1724)
- Louise (1726–1756)

⚭ 1749 Herzog Ernst Friedrich III. Carl von Sachsen-Hildburghausen (1727–1780)